# Belisario Rivarola
Belisario Rivarola Recalde (Barrero Grande, 10 de mayo de 1876-Asunción, 24 de mayo de 1956) fue un periodista y político paraguayo que ejerció como ministro del Interior de 1923 a 1936, bajo múltiples presidentes. Anteriormente fue intendente de Asunción de 1912 a 1913, designado por Emiliano González Navero.

## Biografía

### Primeros años
Belisario Rivarola Recalde nació el 10 de mayo de 1876 en Barrero Grande, departamento de Cordillera, hijo de Jacinto Rivarola y Engracia Recalde. De pequeño perdió a sus padres, por lo que  fue acogido por sus familiares.

### Educación
Estudió en Villarrica, luego en Asunción, en el Colegio Nacional, donde obtuvo un diploma de bachiller en 1897. Estudió Derecho en la Universidad Nacional de Asunción, pero no pudo terminar la carrera debido a problemas de salud.

### Trayectoria profesional y política

#### Inicios
Desde joven fue militante del Partido Liberal, específicamente de la facción «radical» (aquellos liberales que se oponían a cualquier colaboración con los gobiernos, buscando derrocarlos), opuesta a la «cívica» (aquellos liberales que buscaban colaborar con los gobiernos para así poder lograr algo). Se dedicó al periodismo, fundando y dirigiendo periódicos de línea editorial liberal.

#### Intendente de Asunción (1912-1913)
En medio del caos de las revoluciones de 1912, los colorados tomaron la presidencia, designando a Enrique Solano López, hijo del mariscal, como intendente de Asunción. Una vez que los liberales recuperaron el poder, el presidente Emiliano González Navero designó a Rivarola como intendente de la capital, este se mantuvo en el cargo durante el primer año de Eduardo Schaerer, dejándolo en junio de 1913. Rivarola luego fue ministro de Justicia bajo Schaerer.

#### Ministro del Interior (1923-1936)
En 1923, cuando Eligio Ayala terminó como presidente hacia el final del caos que siguió a la guerra civil de 1922, este escogió a Rivarola para que ejerza como ministro del Interior. Luego de que Ayala renuncie tan solo meses después, Rivarola mantuvo su cartera durante la también corta presidencia de Luis Alberto Riart, todo el segundo mandato de Ayala y todo el de José Patricio Guggiari. Eventualmente también encabezó el Ministerio del Interior bajo Eusebio Ayala.

### Vida personal
Se casó con Aurelia Montero, con quien tuvo cuatro hijas: Beatriz, Sara, Gregoria y Rosa Alcira. Falleció el 24 de mayo de 1956 en Asunción, a los 80 años.

## Galería

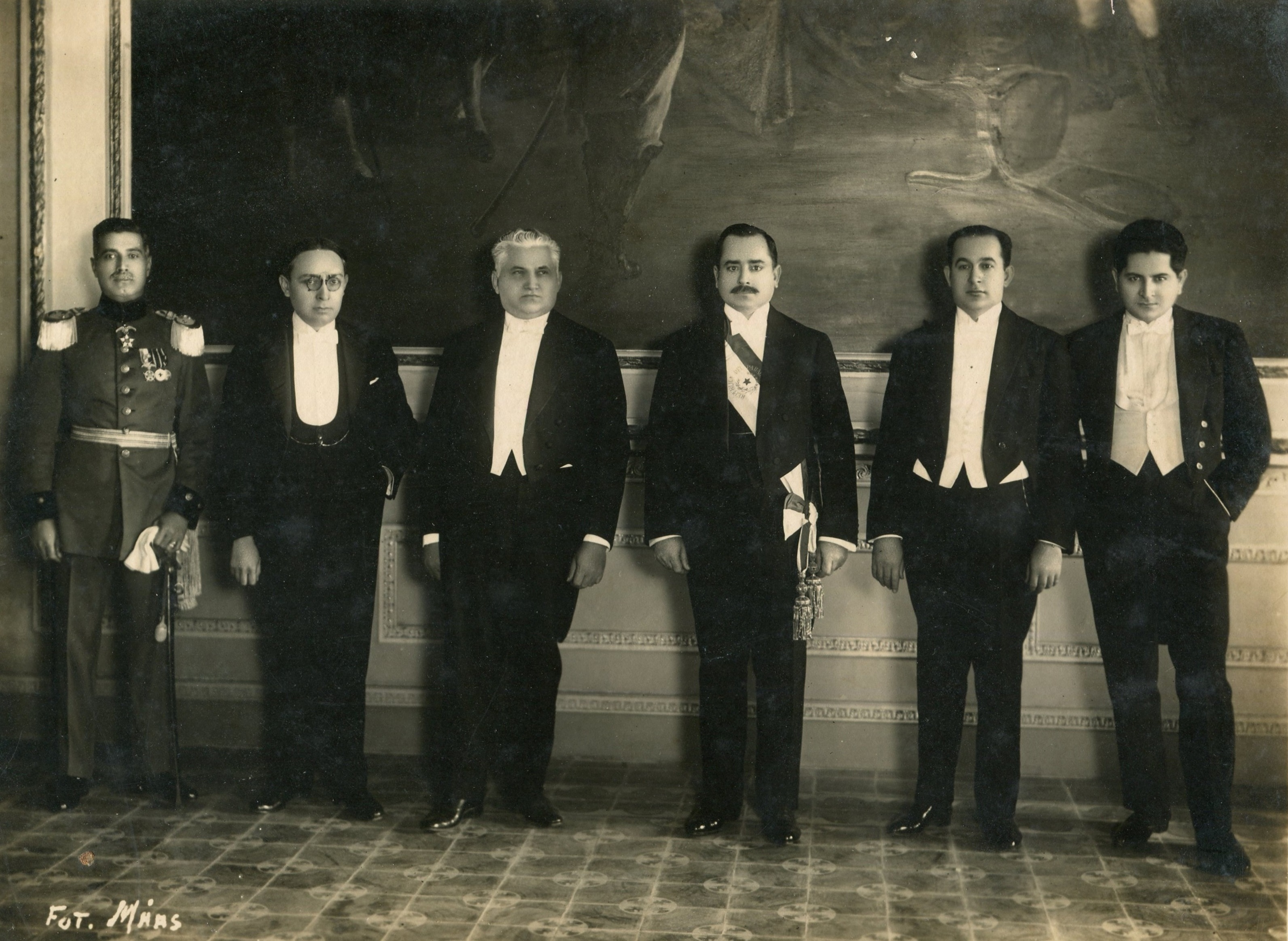
El ministro Rivarola junto al presidente Riart y su gabinete, 1924.
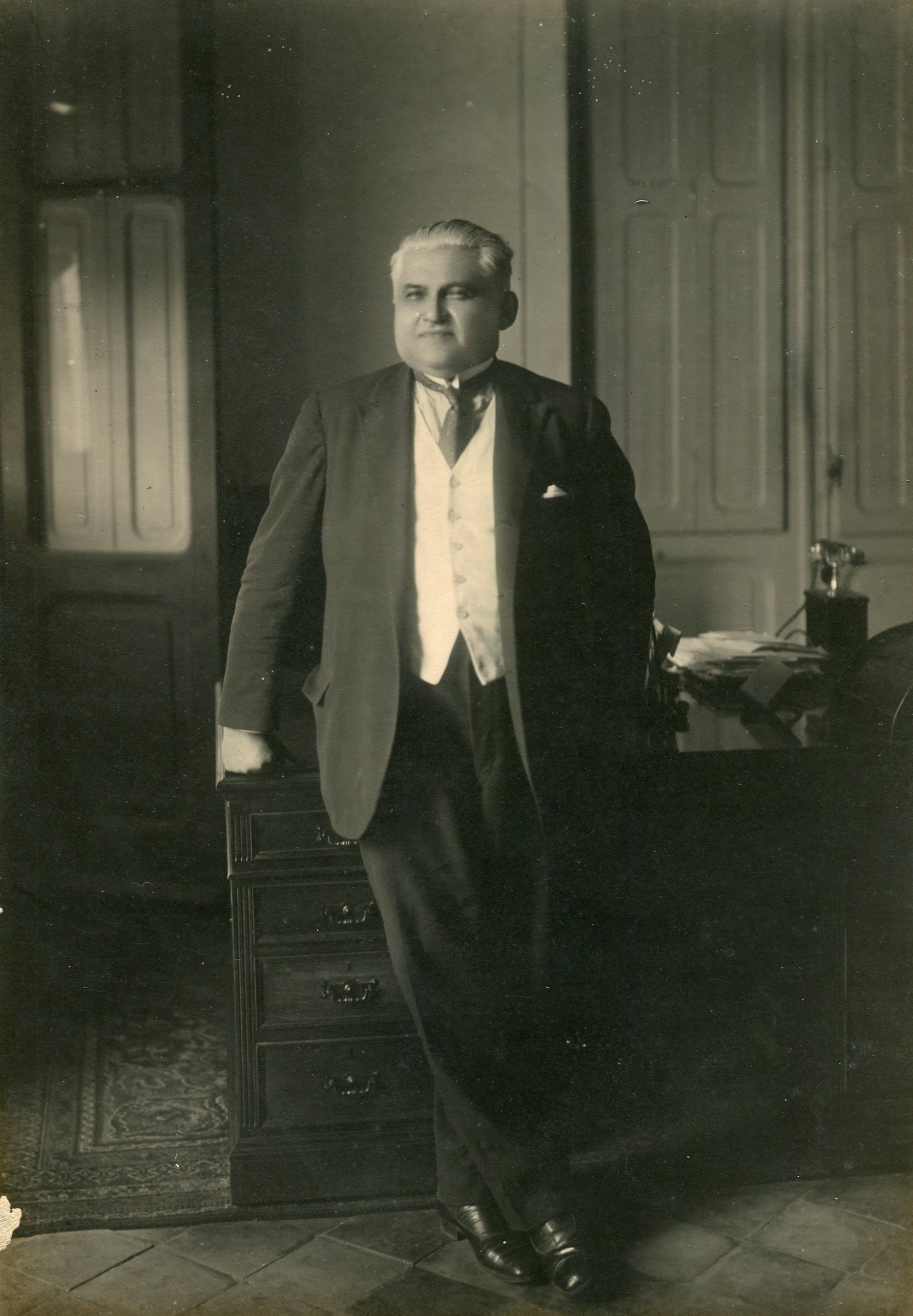
Rivarola fotografiado en su oficina, c. 1925 .
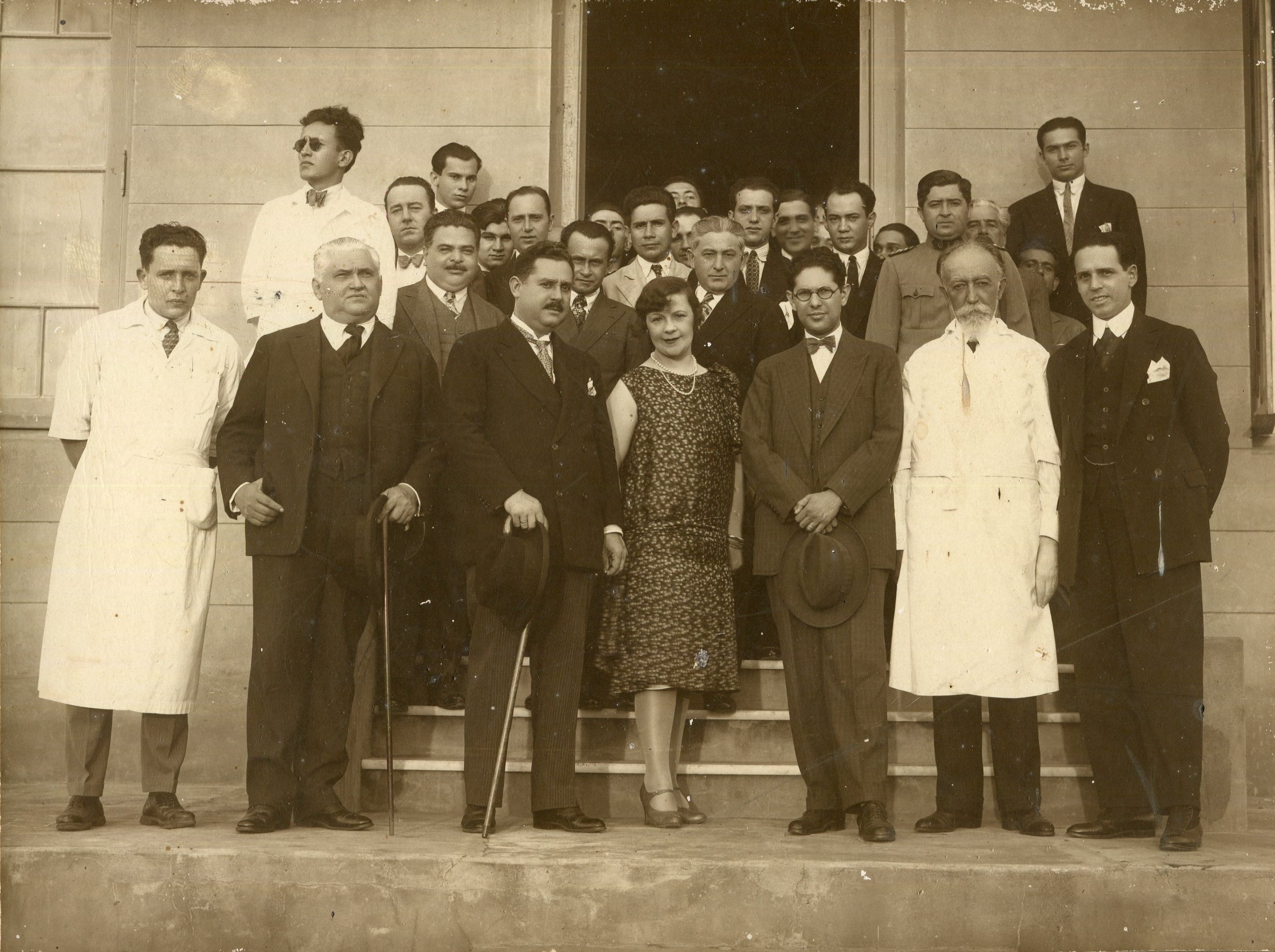
El ministro Rivarola junto al presidente Guggiari, el fisiólogo francés Henri Roger y estudiantes de medicina, c. 1930 .